# Salimata et Tasséré Football Club
O Salimata et Tasséré Football Club, ou simplesmente Salitas, é um clube esportivo burquinense com sede na cidade de Uagadugu. O time compete na Burkinabé Premier League, a primeira divisão do futebol burquinense.
Eles conseguiram o acesso para a primeira divisão depois da temporada de 2016–17, na qual permanece até hoje. As cores dos seus trajes são verde e laranja. Eles mandam os seus jogos no Estádio do 4 de Agosto.

## Títulos

### Nacionais
- Coupe du Faso: 1 (2018)
- Burkinabé SuperCup: 1 (2018)